# Elizabeth Berridge
Elizabeth Berridge (* 2. Mai 1962 in Mamaroneck, New York) ist eine US-amerikanische Filmschauspielerin.
Elizabeth Berridge erlernte die Schauspielerei am Lee Strasberg Theatre and Film Institute. Sie 1979 spielte sie in Film- und Fernsehproduktionen mit, ihr Schaffen umfasst mehr als zwei Dutzend Produktionen. Eine ihrer bekannten Rollen ist die der Constanze Mozart in Miloš Formans Film Amadeus.

## Filmografie (Auswahl)
- 1979: Natural Enemies
- 1981: Das Kabinett des Schreckens (The Funhouse)
- 1984: Tod eines Teenagers (Silence of the Heart, Fernsehfilm)
- 1984: Amadeus
- 1985: Bedrohliches Geflüster (Smooth Talk)
- 1987: Pinguine in der Bronx (Five Corners)
- 1989: Home Fires Burning (Fernsehfilm)
- 1989: Miami Vice (Fernsehserie, eine Folge)
- 1990: Montana (Fernsehfilm)
- 1991: Die Clique von Beverly Hills (When the Party’s Over)
- 1992–1993: The Powers That Be (Fernsehserie, 21 Folgen)
- 1993–1996: Nachtschicht mit John (The John Larroquette Show, Fernsehserie, 84 Folgen)
- 1999: Payback – Zahltag (Payback)
- 2000: Broke Even
- 2001: When Billie Beat Bobby (Fernsehfilm)
- 2003: Break a Leg
- 2004: Hidalgo – 3000 Meilen zum Ruhm (Hidalgo)
- 2010: Please Give
- 2015: Results
- 2022: The Vanishing Point (Kurzfilm)